# Jovan Kovačević
Jovan Kovačević (1920–1988) szerb népvándorláskor kutató régészprofesszor.

## Élete
Szakmai karrierjében éles irányváltás következett be. Fokozatosan elfordult a Lubor Niederle féle avaroszláv koncepciótól.
A Belgrádi Egyetem népvándorlás-tanszékének vezetője volt. A tanszéken utódja Đorđe Janković lett.
1961-ben együtt ásatott Danica Dimitrijevićel a vajkai avar temetőben és a Batajnica–Velika Humka honfoglalás-kori temetőben is. 1963 közösen írták a Zimonyi Múzeum kiállításkatalógusát is.

## Művei
- 1959 Srednjovekovna nekropola u Batajnici. AP 1, 151-153. (tsz. Danica Dimitrijević)
- 1960 Arheologija i istorija varvarske kolonizacije južnoslovenskih oblasti (od IV do početka VII veka). Novi Sad
- 1961 Brdašica, Vojka, Stara Pazova – Nekropola II avarskog kaganata. AP 3,  116-120. (tsz. Danica Dimitrijević)
- 1962 Seoba naroda – arheološki nalazi jugoslovenskog Podunavlja. Zemun. (tsz. Danica Dimitrijević – Zdenko Vinski)
- 1965 Stari Slankamen (Acumincum) – praistorijska, antička i srenjevekovna (sic!) nalazišta. AP 7, 115-120.
- 1966 Avari na Jadranu. Materijali III. Novi Sad 1965. Beograd, 53-81.
- 1972 Les tombes 73 et 77 de la nécropole de „Čik”. Balcanoslavica 1, 65-72.
- 1973 Die awarische Militärgrenze in der Umgebung von Beograd im VIII. Jahrhundert. AI 14, 49-56.
- 1977 Avarski kaganat. Beograd
- 1978 Problemi Seobe Naroda u Karpatskoj kotlini. Novi Sad. (tszerk. Danica Dimitrijević – Zdenko Vinski)
- 1981 Doseljenje Slovena na Balkansko polustrvo. In: Istorija srpskog naroda. Prva knjiga. Od najstarijih vremena do maričke bitke (1371). Szerk. Sima Ćirković. Beograd, 109-124.
- 1983 Naučni skup „Menore iz Čelareva”. Beograd (tsz.)